# Shafi Goldwasser
Shafrira „Shafi“ Goldwasser (* 14. listopadu 1958 New York) je americko-izraelská počítačová vědkyně a laureátka Turingovy ceny za rok 2012. Vyučuje elektroinženýrství a počítačovou vědu na Massachusettském technologickém institutu a matematické vědy na Weizmannově institutu věd.

## Vědecká kariéra
Goldwasser se zabývá výzkumem v oblastech teorie složitosti, kryptografie a počítačové teorie čísel. Je spoluvynálezkyní pravděpodobnostního šifrování, které dosáhlo zlatého standardu šifrování dat. Je také spoluvynálezkyní zero-knowledge protocolu, který pravděpodobnostně a interaktivně demonstruje platnost tvrzení bez dalších znalostí a je klíčovým nástrojem pro návrh kryptografických protokolů. Její práce v oblasti teorie složitosti se týká aproximačních problémů. Dokázala, že některé problémy z NP zůstávají obtížné i v případech, kdy postačuje pouze aproximace řešení. Je autorkou průkopnických metod pro delegování práce na nedůvěryhodné servery. Její práce v oblasti teorie čísel se zabývala důkazy prvočíselnosti pomocí eliptických křivek.